# 全鎣弼
全鎣弼（韓語：전형필，1906年7月29日—1962年1月26日）字天賚，号涧松、芝山，是韓國教育家，以收集、保存及研究韩国文化遗产而聞名。

## 生平
收集了《训民正音》原本等12件国宝，10件宝物，4件首尔市指定文化财产4件等数十件文化财产还找回外流到日本的重要文化财产。在1938年建立了朝鲜最初的私立美术馆”宝画閣”。朝鮮日治時期结束后，从动荡期和战争中保护了韩国宝贵的文化财产，涧松全鎣弼老师的熟人和家属把「宝画閣」改造成韩国民族美术研究所和涧松美术馆并管理。